# Kamil Król
Kamil Król (ur. 20 czerwca 1987 w Janowie Lubelskim) – polski piłkarz występujący na pozycji napastnika w Stali Kraśnik. Jest starszym bratem Rafała Króla, również piłkarza.

## Kariera
Wychowanek MUKS-u Kraśnik, z którego przeniósł się do Stali Kraśnik. Seniorską karierę rozpoczął w Górniku Zabrze. W polskiej ekstraklasie wystąpił w 29 meczach, strzelając 4 bramki.
W rundzie wiosennej sezonu 2006/2007 reprezentował drużynę Brescii Calcio. W jej barwach 27 stycznia 2007 zadebiutował w Serie B w meczu z AC Cesena. Po zakończeniu sezonu opuścił włoskiego drugoligowca.
Pół roku później podpisał kontrakt z Motorem Lublin. Latem 2009 roku przeniósł się do MKS-u Kluczbork. Zimą sezonu 2009/2010 przeszedł do Górnika Polkowice. 
Następnie przez 8 lat występował w greckich klubach z niższych lig, kolejno w Doksie Kranulas, Wizasie Mejaron, Panalefsinakosie AO, APS-ie Zakintos, AO Chalkis, Fostirasie Tawru, Nestosie Chrisupolis, Panarjikalosie APO oraz AO Proodeftiki.
W sezonie 2019/2020 powrócił do Stali Kraśnik.
Zaliczył 4 występy w juniorskiej reprezentacji Polski, strzelił jednego gola.